# 奈良県立畝傍高等学校
奈良県立畝傍高等学校（ならけんりつ うねび こうとうがっこう、英: Nara Prefectural Unebi High School）は、奈良県橿原市八木町に所在する県立高等学校。
通称は畝高（）。

## 概要
全日制課程普通科に加え、奈良県南部唯一の夜間定時制課程普通科を設置している。
2022年（令和4年）度より2025年度まで、文部科学省から研究開発学校に指定。各教科等の学びを基盤としつつ、様々な情報を活用しながらそれらを統合し、教科等横断的で協働的な学びを行う新教科「グローバル探究」を設定し、研究開発を行っている。
また、2024年度より、大学入学共通テストを受験する生徒が7割以上といった、生徒の進学希望や進学プロセスの状況を踏まえ、奈良県教育委員会より「進学教育重点校」の指定を受けており、指導力向上に向けた教員研修の機会の創出と、中核教員が配置されている。
歴代卒業生の累計は2021年時点で40,266人に及ぶ。

### スクール・ミッション
- 全日制課程
  - 知・徳・体の調和がとれ、自律的・創造的でグローバルな視野をもった、次代を切り拓くリーダーの育成[1]
- 定時制課程
  - 多様な学びのニーズに応え、自立した社会人を育成する[2]

### 教育方針

#### アドミッション・ポリシー
本校では、以下のような生徒を受け入れる。
- 全日制課程

1. 本校の使命や教育方針を理解し、自らを鍛える意欲のある生徒
2. 基礎的な学力が身についており、学ぶ意欲の高い生徒
3. 自ら学び、自ら考え、自ら行動しようとする姿勢を備えた生徒
4. 人間尊重の精神をもち、自らの使命を理解して社会に貢献する意欲のある生徒[1]

- 定時制課程

1. 就労と学習の両立を望む生徒
2. 学び直しを望む生徒
3. 基礎学力の習得と向上を目指す生徒
4. 社会的・職業的自立を果たすための自己研鑽を望む生徒[2]

#### カリキュラム・ポリシー
本校では、本校の使命(スクール・ミッション)を実現するため、以下のとおり教育課程を編成・実施する。
- 全日制課程

1. 生徒が自らの興味や関心、個性に応じた学びを実現することが可能なカリキュラムを編成する。
2. 生徒が物事を俯瞰し多角的に考える習慣や、論理的な思考力を身につけられるよう、探究的な学びを中核とした学校設定科目を開設し、未来志向の教育活動を展開する。
3. 生徒が社会のグローバル化の進展に対応できるよう、語学力やプレゼンテーション力等を養う教育プログラムを実施する。
4. 開かれた学校として、外部の有識者や研究機関、企業等の協力を得、実社会の課題に即した教育プログラムを実施する。
5. 生徒が生涯にわたって健やかな生活を送れるよう、自らの健康・安全を保持する知識・技能や体力を育成する。
6. 生徒が協働・自治の精神や規範意識を身につけられるよう、自ら学校行事等の諸活動を企画・運営する機会を創出する[1]。

- 定時制課程

1. 基礎学力の定着と向上を図るカリキュラムを編成する。
2. 在学3年での卒業(三修制)を可能とするカリキュラムを編成する。
3. 生徒個々に応じた適切な指導を行う。
4. 社会生活に必要な自立・自律心を育成する。
5. 望ましい就労生活を送るためのキャリア教育を行う。
6. 自他の敬愛と尊重の態度を育成する[2]。

#### グラデュエーション・ポリシー
本校では、校訓である「至誠、至善、堅忍、力行」の精神を涵養し、以下の資質・能力を身につけた生徒を育成する。
- 全日制課程

1. 心の誠実さ、人としての善良さを、何ものにもまして大切にすることができる。
2. 探究心をもち、目標が達成されることを信じて挑戦し、粘り強く努力し続けることができる。
3. グローバルな視野をもち、自らの社会的使命・役割を理解して積極的に行動することができる。
4. 高い教養、深い思考、豊かな想像力を身につけ、新しい社会を切り拓こうとする気概をもつ[1]。

- 定時制課程

1. 心の誠実さ、人としての善良さを、何ものにもまして大切にすることができる。
2. 目標が達成されることを信じて、粘り強く努力し続けることができる。
3. 社会人としての自覚と望ましい勤労観、自律心、生活習慣をもつ。心の誠実さ、人としての善良さを、何ものにもまして大切にすることができる[2]。

#### 校訓
校訓は、「至誠」「至善」（、しいぜん）「堅忍」「力行」（りょっこう、りきこう、りっこう）である。1906年（明治39年）に制定された。

## 沿革

### 略歴
1896年（明治29年）奈良県尋常中学校畝傍分校として開校。1899年に畝傍分校を改め奈良県畝傍中学校となる。1948年（昭和23年）の学制改革により、新制の高校の奈良県立畝傍高等学校となった（9月より男女共学）。
なお、旧制中学校時代の授業では、太平洋戦争（第二次世界大戦）中に敵国語とみなされていた英語が戦争末期の1945年の時点でも週12時間、教えられていた。これは他校と異なり、勝利のためには敵の言語を知ることが不可欠と考えていたためである。旧制中学校時代の教員の質が非常に高かったこともあり、多くの教員が戦後の学制改革時に大学教員として引き抜かれた。
2014年（平成26年）度から2018年度の間、文部科学省のスーパーグローバルハイスクール(SGH)に指定された。授業では独自の科目を新設し、「グローバル国語」では、元朝日放送でフリーアナウンサーの乾龍介からインタビューや情報収集の手法について学ぶなど、各界で活躍する人を講師に招いた。
2024年度より2学期制を導入している。

### 年表
- 1896年（明治29年）
  - 3月13日 - 奈良県尋常中学校畝傍分校として仮校舎を高市郡八木町大字小房に設置[8]。
  - 4月13日 - 八木町晩成小学校[注釈 2]の校舎一部を借用して開校[8]。
- 1897年5月5日 - 校舎新築落成式を挙行[8]。

奈良県畝傍中学校・畝傍中学校
- 1899年4月1日 - 畝傍分校を改めて奈良県畝傍中学校と改称[注釈 3]。初代校長に永井道明が就任[13]。
- 1901年6月21日 - 奈良県立畝傍中学校と改称[8]。
- 1933年（昭和08年）10月25日 - 本館校舎が完成し、現在地に移転[8]。
- 1943年4月1日 - 中等学校令の施行により1943年度入学生から修業年限が4年に短縮される。
- 1945年
  - 3月 - 教育ニ関スル戦時非常措置方策により、修業年限4年施行の前倒しが決定し、4年生と5年生の合同卒業式を挙行[注釈 4][8]。
  - 4月1日 - 本館校舎を海軍経理学校へ提供し、中学校は晩成国民学校（現・橿原市立晩成小学校）の校舎を借用して設置する。学校での授業が停止される。ただし勤労動員等は継続される[8]。
  - 9月1日 - 海軍経理学校の解散により、本校舎に戻る[8]。
- 1946年4月1日 - 修業年限が5年に戻される[注釈 5]。
- 1947年4月1日 - 生徒募集を停止し、「奈良県立畝傍中学校併設中学校」（新制・男子校；以下、併設中学校）を併設[注釈 6]。

畝傍高等学校
- 1948年
  - 4月1日 - 学制改革（「奈良県新制高等学校設置要項」（暫定案））により、奈良県立畝傍中学校を奈良県立畝傍高等学校（新制・男子校）に転換[8][注釈 7]。併設中学校を継承し、「奈良県立畝傍高等学校併設中学校」に改称。
  - 9月1日 - 学区制の施行（「奈良県公立新制高校実施要項」）により、通常制普通課程を置く奈良県立畝傍高等学校（総合制）を開設。男女共学を開始。[8]。
- 1949年
  - 1月20日 - 定時制を開設[8]。
  - 3月31日 - 併設中学校を廃止[8]。
- 1951年11月18日 - 昭和天皇が来校[注釈 8][14]。
- 1996年（平成08年）11月2日 - 創立100周年記念式典を挙行[8]。
- 2004年4月1日 - 奈良県立耳成高等学校を統合[8]。
- 2005年12月16日 - 新校章を制定[8]。
- 2006年10月27日 - 創立110周年記念式典を挙行[8]。
- 2008年4月1日 - 畝傍高校の校地を使用して、奈良県立高田高等学校の定時制課程を統合[8]。
- 2012年4月20日 - 校舎本館の北館・南館・渡廊下と倉庫（旧動力室）が国の登録有形文化財に登録される[15][16]。
- 2014年 3月28日 - 文部科学省より、2014年度（平成26年度）のスーパーグローバルハイスクール(SGH)に指定される[17][18]。
- 2016年10月27日 - 創立120周年記念式典を挙行[8]。
- 2019年4月1日 - 文部科学省より「地域との協働による高等学校教育改革推進事業」指定校（グローカル型）に指定[19]。
- 2022年（令和04年）
  - 4月1日 - 文部科学省より研究開発学校（教育課程の改善のための研究開発）に指定[20]。
  - 6月10日 - 三菱みらい育成財団より2022年度助成事業（カテゴリー1）[注釈 9]に採択される[22]。
- 2024年4月1日
  - 第38代校長の大石健一が県教育長に就任[23]。
  - 県教育委員会より進学教育重点校に指定される[4][注釈 10]。

## 基礎データ

### 所在地
- 奈良県橿原市八木町3丁目13番2号

### 通学区域
- 奈良県内全域

### 交通アクセス
- JR万葉まほろば線「畝傍駅」より東へ約650m（徒歩約8分）
- 近鉄橿原線「八木西口駅」より南東へ約1km（徒歩約13分）
- 近鉄橿原線／大阪線「大和八木駅」より南東へ約1.2km（徒歩約15分）

### 象徴

#### 校章
校章は、「人を導く金鵄」と「大地に根を張る樫」をモチーフにデザインしており、「高」の文字を中央に置く。空高く羽ばたこうとする金色燦然たる鵄（とび）の姿は、限りない未来をもつ若人の理想と発展を象徴し、大和三山一帯に古くから密生し、当時の人々の生活に深い関わりをもっていた樫の葉には、共生と調和の精神を育み、我々を慈しむこの豊かな大地への感謝の思いを込めている。耳成高等学校との統合後の2005年（平成17年）12月16日、金鵄と、耳成高等学校の樫の校章と組み合わされたデザインとなった（現校章）。

#### 校歌
校歌は1954年（昭和29年）11月3日に制定。北見志保子による作詞、平井康三郎による作曲。4番まであり、各番に校名の「畝傍高校」が登場する。

#### 制服
全日制課程の制服は、黒色学生服（学ラン、男子の冬服）、濃紺色ブレザーに赤色のリボン着用（女子の冬服）。定時制課程に制服はない。

## 設置する課程、学科及び定員
- 全日制課程
  - 普通科 - 1,116名（募集人員360名：一般選抜）[26]
- 定時制課程
  - 普通科 - 120名（募集人員40名：一般選抜）

2018年度まで募集人員は400名（10クラス）であったが、2019年度より40名（1クラス）減員での生徒募集となる。2022年度および2023年度は18名増員での生徒募集が実施された。
定時制は夜間で修業年限4年制。2015年（平成27年）度の生徒数は4学年合計で57人であった。

## 教育課程
全日制の授業は45分間×7時限の時間割。年2学期制。1年次は全員共通の課程、2年次で文系と理系に分かれ、3年次では理系が理Iコース（理系学部への進学コース）・理IIコース（医療・看護学部への進学コース）に分かれる。

## 学校行事
全日制課程
（出典：）
- 4月 - 入学式、対面式、新入生オリエンテーション、個人面談
- 5月 - 体育大会、校外学習
- 6月 - 人権芸術鑑賞会
- 7月 - 家庭学習、夏期休業開始
- 8月 - 大学見学会、夏期講習
- 9月 - 畝高祭（文化祭）、球技大会
- 10月 - 研修旅行（修学旅行）
- 11月 - 人権講演会
- 12月 - 家庭学習
- 1月 - 小倉百人一首かるた大会
- 2月 - デートDV防止講演会
- 3月 - 卒業式、人権教育学習会

定時制課程
- 4月 - 入学式、対面式、新入生オリエンテーション、個人面談
- 5月 - スポーツテスト、中間考査
- 6月 - 人権講演会、自転車運転講習会
- 7月 - 期末考査、体力テスト、三者面談、学力補充講座
- 8月 - 進学就職補習
- 9月 - ボウリング大会
- 10月 - 中間考査、体育祭
- 11月 - 文化祭
- 12月 - 球技大会、期末考査、三者面談、実力養成講座
- 1月 - 人権学習会、生徒会役員改選、4年学年末考査
- 2月 - 1～3年学年末考査
- 3月 - 卒業式

## 部活動
全日制課程
（出典：）
文化部
- 写真部 - 2017年（平成29年）10月、橿原考古学研究所80周年記念の第1回「考古学写真甲子園」で、最優秀の橿考研所長賞に選ばれた（作品名『主とともに』[32]）

- 化学部
- 物理部
- 生物・園芸部
- 歴史部
- 食物部
- 茶道部
- 華道部
- 文芸部
- 音楽部 - 2022年第75回全日本合唱コンクール全国大会　金賞・青森県知事賞
- 書道部
- 美術部
- 演劇部
- ESS（English Speaking Society）
- 吹奏楽部
- 解放研
- 新聞部（クイズ研究会）[33]
- アニメーション研究部
- フォークソング部
- 小倉百人一首かるた部
- ボランティア研究部
- 囲碁・将棋部

体育部
- 野球部 - 1941年（昭和16年）8月の第27回全国中等学校優勝野球大会（夏の甲子園大会の前身）に出場予定だった（日華事変激化で中止された幻の大会）。2007年（平成19年）3月、第79回選抜高等学校野球大会21世紀枠近畿地区代表に選出される。

- 陸上競技部
- 水泳部
- 登山部
- 卓球部
- ソフトテニス部
- バレーボール部
- バスケットボール部
- ハンドボール部
- サッカー部
- ラグビー部
- 柔道部
- 剣道部
- 弓道部

定時制課程
文化部
- ハートフル部 - ボランティア
- パソコン部

体育部
- バドミントン部
- 野球部
- 陸上部

## 学校施設

### 校地
藤原京旧跡上に立地し（藤原京の規模については諸説があるが、近年の考古学的発掘により、その規模の大きさが証明されつつある）、三条大路（「横大路」）西二坊大路（「下ツ道」）東入ルにほぼ相当する。なお、この両大路の交差点は「札の辻」と呼ばれるが、近畿風景街道協議会（国土交通省内）により「日本文化のクロスロード」として「日本風景街道」の近畿第1号に選出されている。
1933年（昭和8年）以前の校地は、元スーパー・ヤマトー八木店（旧ニチイ八木店（閉店））およびその東向かいに相当。

### 校舎

#### 戦時中に海軍経理学校へ貸与、国の文化財
現校舎（本館―北館と南館から成る）は旧制中学校時代の1933年（昭和8年）に完成。日本の建国神話の土地柄にふさわしい建築にするため、奈良県は当時として破格の予算を計上した。寺師通尚と岩﨑平太郎（当時・奈良県土木課営繕係建築技手、のちに奈良県下初の民間建築設計事務所を開設）の設計で、帝冠様式を思わせる仏教様式が引用的に採用されている。
第二次世界大戦末期の数ヶ月間、校舎が海軍経理学校に貸与され、橿原分校が設けられた。その間、授業は晩成小学校校舎を借りて続けられた。当時校舎の塔屋には十六弁の菊花紋章が掛けられ、屋上には電波探知機、高射機関砲、防空監視施設が設置されていた。校庭外周フェンス等に、戦時中の金属供出による爪跡が残る。校舎正面の校章の左上に米空軍の機関銃があたり、セメントで埋められた跡（と伝えられる）が数か所ある。
日本建築学会より美的建築物として「日本近代建築二千」に選出されており、2012年（平成24年）4月20日に校舎本館の北館・南館・渡廊下と倉庫（旧動力室）が国の登録有形文化財に登録された。奈良県が実施した県立高校校舎の耐震診断で、本館が耐震補強の必要ない「A1」と判定されている。耐震改修も適宜施されている。校舎・教室・設備は全日制と定時制で共用している。
- 校長室 - かつて「御真影」と「教育勅語」謄本を保管していた金庫（「奉安庫」）が現存する。また貴賓室（現在は小会議室）も設けられた。
- 史料館 - 古代日本・朝鮮に関する考古学資料を保管。後に東京帝室博物館（現東京国立博物館）の監査官に就任した高橋健自教頭ら、旧制中学時代の教員・学校関係者が収集したものが主で、2007年2～3月、奈良県立橿原考古学研究所附属博物館で、新羅の瓦塼を中心とする特別陳列が実施された。
- 文化創造館 - 1996年完成。地上3階建て。空調設備完備。可動式座席（462席）を備え、学校行事に限らず広く一般に開放される。

#### 校舎の年表
- 1955年（昭和30年）3月31日 - 図書館が完成。
- 1958年11月19日 - 講堂を増築。
- 1960年5月17日 - プールが完成。
- 1967年1月20日 - 新体育館が完成。
- 1969年12月31日 - 鉄筋コンクリート造4階ての建特別教室新館が完成。
- 1986年11月3日 - 創立90周年を記念して新南館、史料館、図書室が完成。
- 1989年（平成元年）8月21日 - 格技場・体育研究室・更衣室・部室新築工事・ハンドボールコート・テニスコートを新設。
- 1990年8月31日 - 校舎の大規模改修工事が完了。
- 1996年
  - 9月24日 - 文化創造館が完成。
  - 10月31日 - 第二史料館が完成。
- 2012年4月20日 - 校舎本館の北館・南館・渡廊下と倉庫（旧動力室）が国の登録有形文化財に登録される[15][16]。

### 舞台となった作品
- NHK連続テレビ小説「ふたりっ子」（1996年〈平成8年〉～1997年）。主人公野田麗子（演：菊池麻衣子）が通った「大阪府立紹鴎高校」のモデル校。
- 映画「朱花の月」（2011年）- 監督 : 河瀬直美
- 映画「少年H」（2013年）- 監督 : 降旗康男

## 高校関係者と組織

### 高校関係者組織
併合校の内1校の同窓会と存続校の同窓会は統合されておらず、両校の同窓会が並存している。
- 奈良県立畝傍高等学校学校運営協議会 - 保護者、地域住民、校長、関係行政機関の職員の中から委嘱された委員による機関。学校運営及び当該運営への必要な支援に関して協議する。
- 奈良県立畝傍高等学校同窓会 金鵄会（） - 畝傍中学校（旧制）・畝傍高等学校卒業生による同窓会組織。校章に因んだ名称を持つ。1976年（昭和51年）11月3日、創立80周年を記念して金鵄会館（同窓会館）が完成。
- 奈良県立耳成高等学校同窓会「Miminashi21」- 耳成高等学校の卒業生と元教職員による同窓会組織[36]。
- 奈良県立畝傍高等学校育友会 - 生徒保護者による保護者会組織で、会員は入会金及び年会費を納入する。
- 奈良県高等学校PTA協議会 - 奈良県立教育研究所内に事務局を置くPTA協議会。奈良県立畝傍高等学校育友会の会員をもって会員とし、会員は単位PTA分担金として会費を納入する。